# Classe économique
Ne doit pas être confondu avec Classe Echo.

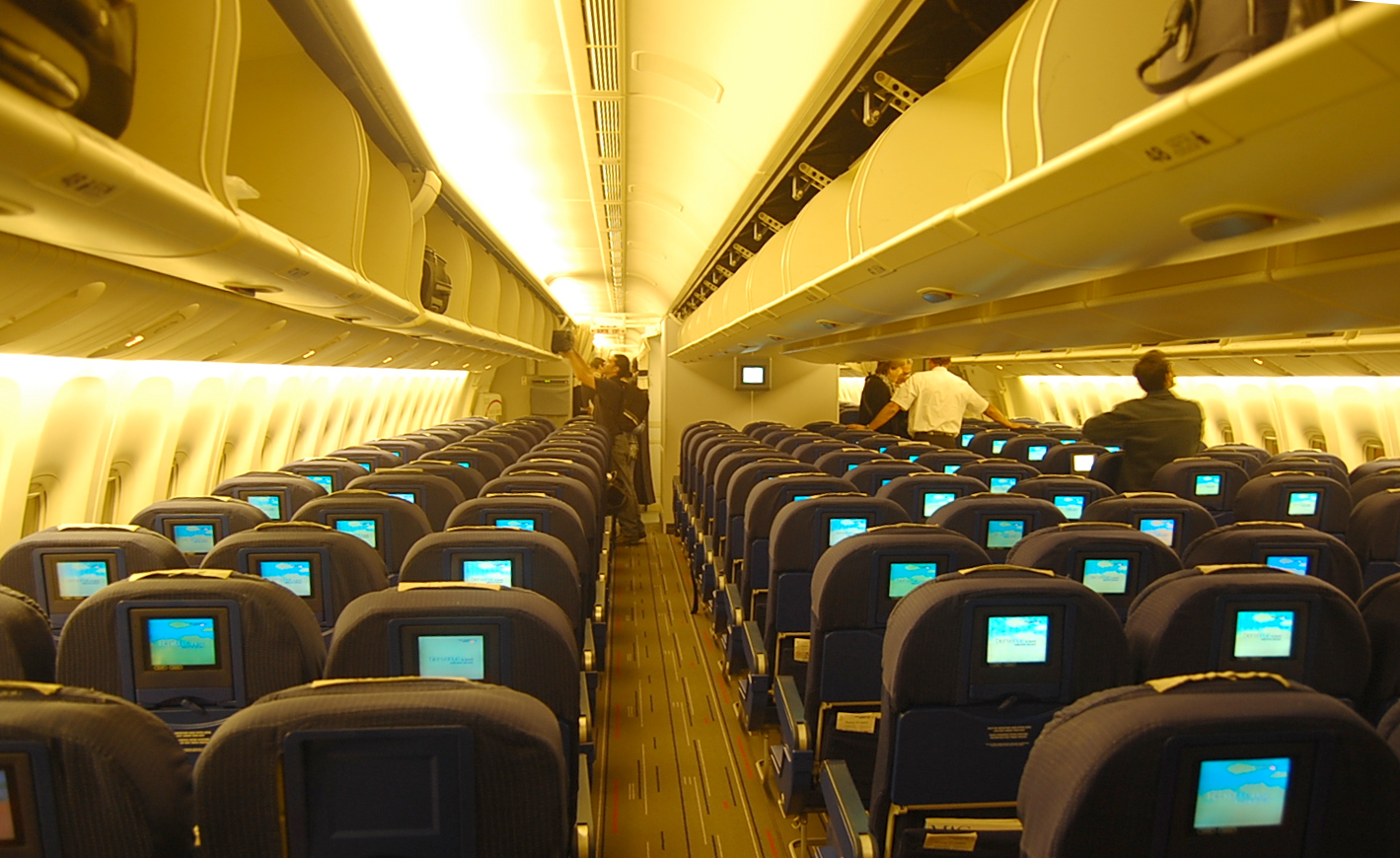
Classe économique d'Air France à bord d'un Boeing 777

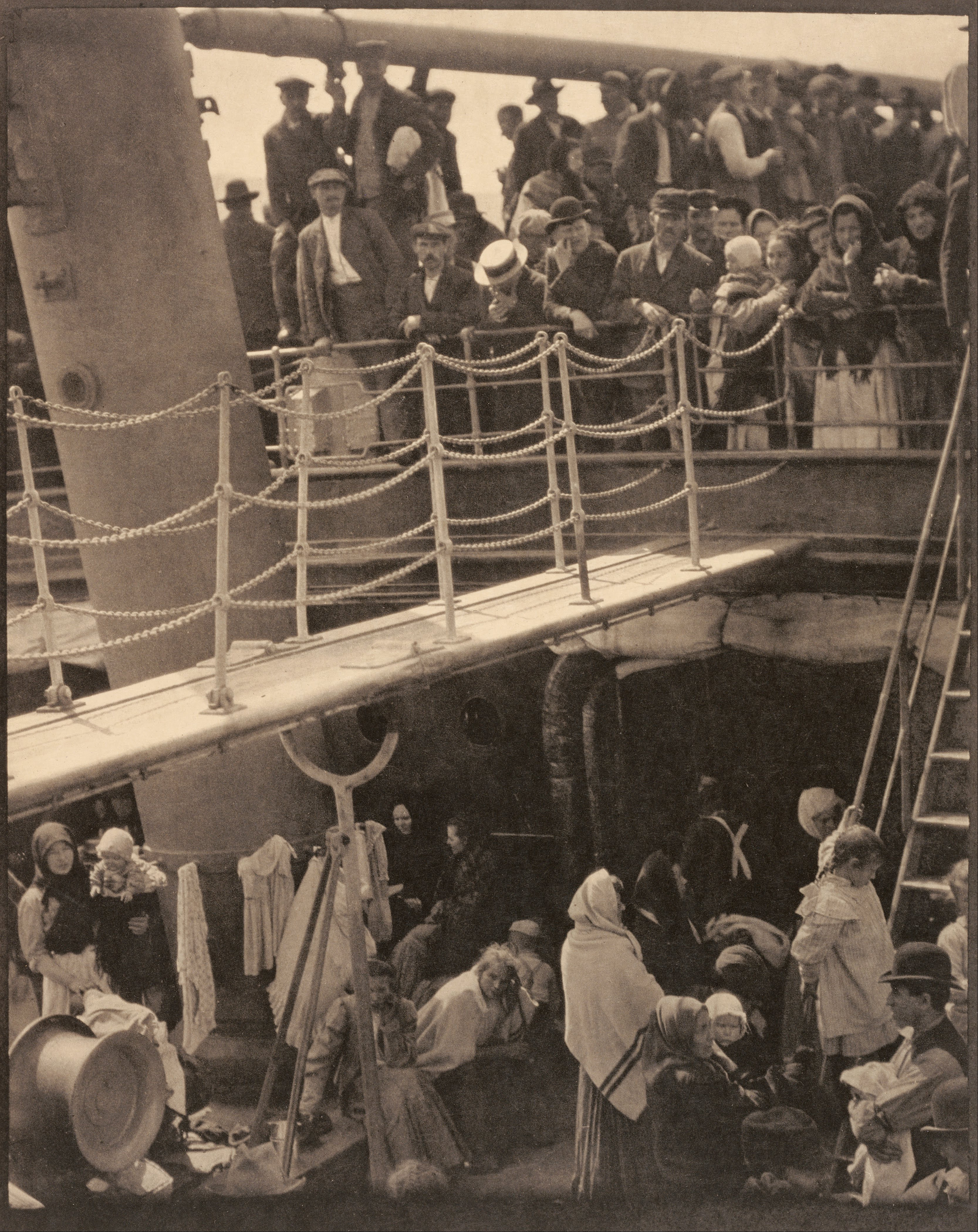
Classe économique d'un bateau à vapeur pour renvoyer des migrants en Europe, depuis la ville de Hoboken (New Jersey). Photo de Alfred Stieglitz, dont le titre est The Steerage. 1907.

La classe économique (ou Economy class en anglais) est la classe la plus basse du transport aérien de passagers pour ce qui est du confort.  Elle permet un voyage au tarif le moins cher du vol en échange d'un confort et d'un service très amoindris par rapport aux classes affaires et premières. 
Les compagnies aériennes à bas prix font très rarement une distinction de classe et proposent généralement un confort équivalent mais un service inférieur (ou payant) par rapport à la classe économique des compagnies classiques.

## Historique
La classe économique a été créée par l'Association internationale du transport aérien (IATA) à Cannes et à Miami. La compagnie nationale française l'a mise en service au premier avril 1958 avec un service 20% moins cher que la classe touriste. Cette classe économique remplace la classe excursion ce qui conduit à une suppression des ventes à bord.
Au premier avril 1958, Air Canada inaugure une classe économique 20% moins cher que la classe touriste à destination de l'Irlande.
L’introduction de la classe économique a permis d'augmenter de 30% le nombre de voyageurs.

## Classe économique premium

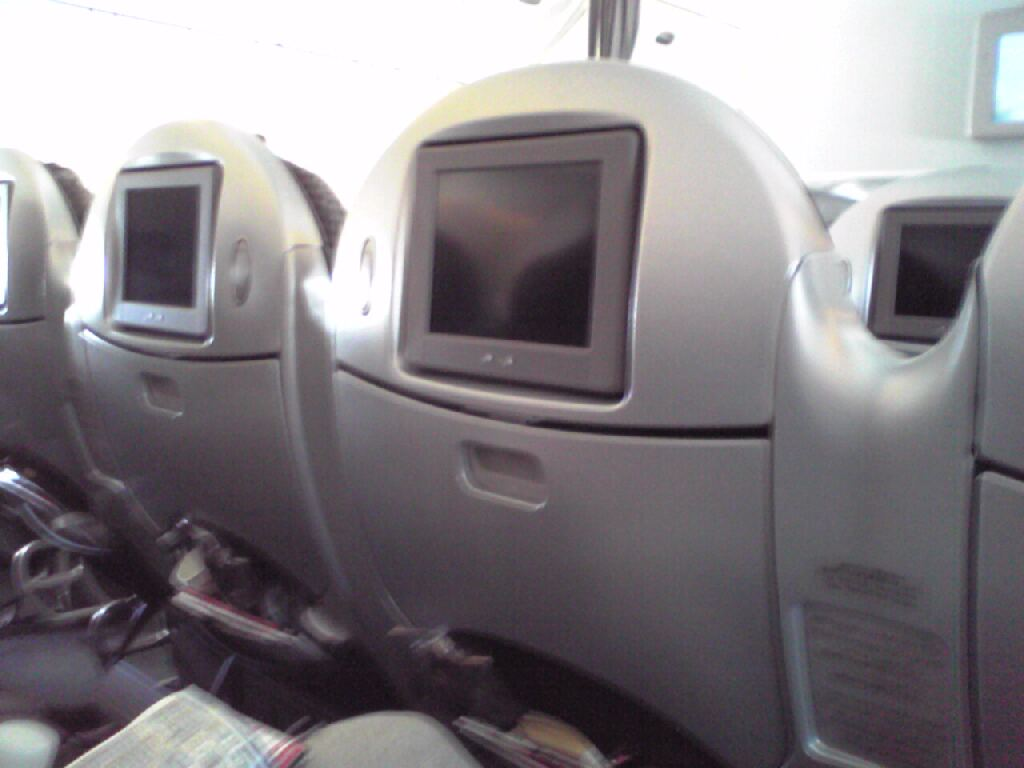
Classe économique premium de Japan Airlines avec des sièges et des écrans plus larges que ceux de la classe économique classique

Depuis 1991, il existe sur certaines compagnies aériennes une nouvelle classe intermédiaire nommée Classe économique premium (ou Premium economy class en anglais), qui se situe entre la classe Affaires et la classe économique classique.